# Madison (Carolina del Norte)
Madison es un pueblo situado en el condado de Rockingham, Carolina del Norte, Estados Unidos. Tiene una población estimada, a mediados de 2023, de 2156 habitantes.

## Geografía
La localidad está ubicada en las coordenadas 36°23′38″N 79°58′34″O / 36.39389, -79.97611 (36.393981, -79.975984). Según la Oficina del Censo, tiene una superficie total de 9.21 km², de los cuales 9.17 km² corresponden a tierra firme y 0.04 km² están cubiertos de agua.

## Demografía

### Censo de 2020
Según el censo de 2020, en ese momento la localidad tenía una población de 2129 habitantes.
| Raza                   | Núm. | Porc.  |
| ---------------------- | ---- | ------ |
| Blancos                | 1351 | 63.46% |
| Afroamericanos         | 589  | 27.67% |
| Amerindios             | 20   | 0.94%  |
| Asiáticos              | 25   | 1.17%  |
| De otras razas         | 34   | 1.60%  |
| De una mezcla de razas | 110  | 5.17%  |

Del total de la población, el 3.95% eran hispanos o latinos de cualquier raza.

### Estimación 2018-2022
De acuerdo con la estimación 2018-2022 de la Oficina del Censo, los ingresos medios de los hogares de la localidad son de $51,150 y los ingresos medios de las familias son de $61,613.  Alrededor del 10.3% de la población está por debajo de la línea de pobreza nacional.